# Episodi di Happy Valley (terza stagione)
La terza e ultima stagione della serie televisiva Happy Valley, composta da 6 episodi, è stata trasmessa in prima visione nel Regno Unito da BBC One, dal 1º gennaio 2023 al 5 febbraio 2023.
In Italia la stagione è stata trasmessa in prima visione assoluta da Sky Investigation, dal 25 agosto 2023 al 15 settembre 2023. Il sesto episodio, della durata complessiva di 1 ora e 8 minuti, è stato trasmesso in due parti.
| n° | Titiolo originale | Titolo italiano | Prima TV UK     | Prima TV Italia   |
| -- | ----------------- | --------------- | --------------- | ----------------- |
| 1  | Episode One       | Episodio 1      | 1º gennaio 2023 | 25 agosto 2023    |
| 2  | Episode Two       | Episodio 2      | 8 gennaio 2023  | 25 agosto 2023    |
| 3  | Episode Three     | Episodio 3      | 15 gennaio 2023 | 1º settembre 2023 |
| 4  | Episode Four      | Episodio 4      | 22 gennaio 2023 | 1º settembre 2023 |
| 5  | Episode Five      | Episodio 5      | 29 gennaio 2023 | 8 settembre 2023  |
| 6  | Episode Six       | Episodio 6      | 5 febbraio 2023 | 8 settembre 2023  |
| 6  | Episode Six       | Episodio 6      | 5 febbraio 2023 | 8 settembre 2023  |
| 6  | Episode Six       | Episodio 6      | 5 febbraio 2023 | 15 settembre 2023 |